# Manticora latipennis
Manticora latipennis (лат.) — вид жуков из подсемейства скакунов в составе семейства жужелицы.

## История открытия
Второй вид, описанный составе рода Manticora на основании экземпляра самки из Куричане, Южная Африка.

## Распространение
Ареал включает ЮАР, Ботсвану, Замбию и Намибию.

## Описание
Длина тела самцов 42—57 мм, самок 44—48 мм. Окраска тела, головы, груди и брюшка у самцов и самок чёрные, иногда красновато-коричневые, очень блестящая. Ноги и лапки чёрные. Челюсти сильно развитые, крупные, с зубцами. У самцов челюсти больше, чем у самок, и они также служат для удержания последних во время спаривания. Надкрылья слегка выпуклые, покрытые различной скульптурой — морщинистые и зернистые.

## Биология
Распространены в сухих районах, часто на песчаных почвах. Жуки активны ночью. Жуки и личинки являются активными хищниками. Питаются мелкими беспозвоночными, включая насекомых. Встретить их можно в жаркие солнечные дни, быстро бегающими по земле прерывистым бегом, то есть жук пробегают короткое расстояние останавливаются для того, чтобы осмотреться на присутствие добычи, затем снова пробегают примерно такое же расстояние. Поймав добычу, жук сдавливает своими челюстями её в массу в виде шарика. Затем жук расщепляет жёсткие части тела добычи сильно воздействующими ферментами (внекишечное пищеварение ещё не проглоченной пищи). Личинки S-образные, на верхней части брюшка имеются зубцы (на пятом сегменте), которые используются для того, чтобы можно было уцепиться и удержаться в их вертикальных норах. Охотятся на добычу из засады — из вертикальных нор, в которых они живут.

## В литературе
Жюль Верн описал этого жука в романе «Пятнадцатилетний капитан».